# Абрамов-Неверли, Ярослав Игоревич
Ярослав Игоревич Абрамов-Неверли (пол. Jarosław Abramow-Newerly; род. 17 мая 1933, Варшава) — польский писатель, драматург, композитор, поэт-песенник, журналист.

## Биография
Родился в семье Игоря Неверли, польского писателя русско-чешского происхождения и Барбары Абрамов, учительницы и актрисы, до войны связанной с театром «Бай». Вырос в Варшаве, в районе Жолибож. Своё детство, которое пришлось на время войны (когда она началась, Ярославу было шесть лет), он описал в замечательной книге воспоминаний «Львы моего двора» (2000).
В 1951—1955 изучал польскую филологию в Варшавском университете.
В годы учёбы был одним из организаторов студенческого сатирического театра (1954), для которого писал песенки и пародии, выступая там же в качестве актёра.
Дебютировал в 1955 году на страницах еженедельника «Szpilki» с сатирическими текстами.
В 1956 участвовал в создании и работал главным редактором еженедельника «Od Nowa», в 1957 — член редакционной коллегии газеты «Walka Młodych» и молодёжной редакции «Польского Радио».
В 1958—1959 занимался журналистикой, был парижским корреспондентом издания «Tygodnik Polski».
В 1960—1966 — руководитель редакции Театра молодого слушателя на Польском Радио.
В 1962 был принят в Союз польских литераторов. С 1965 — член польского ПЕН-клуба.
В 1970—1972 заведовал литературной частью «Народного Театра» в Варшаве. В 1985—1989 по научному гранту проживал в Торонто (Канада).
С 1986 года он сотрудничал с польской диаспорой «Związekkowiec» (среди прочих, под псевдонимом «Мариан Радомски», серия колонок под названием г-н Здзич в Канаде , позже опубликованная в виде книги). В 1988—2000 годах он был главным редактором этого журнала.

## Избранная библиография
- Прозаические произведения
  - Licytacja (1964)
  - Co pan zgłasza?  (1977)
  - Pięć minut sławy (1978)
  - Skok przed siebie (1979)
  - Alianci (1990), ISBN 83-7045-011-3
  - Pan Zdzich w Kanadzie (1990) ISBN 83-89217-12-0
  - Nawiało nam burzę (2000), ISBN 83-7163-171-5
  - Lwy mojego podwórka (2003), ISBN 83-08-03417-9
  - Młyn w piekarni(2002), ISBN 83-89217-00-7
  - Lwy wyzwolone (2006), ISBN 83-89217-25-2
  - Lwy STS-u (2005), ISBN 83-89217-64-3
- Драматические произведения
  - Derby w pałacu (1966)
  - Anioł na dworcu(1967)
  - Klik-klak (1972)
  - Darz bór (1974)
  - Dramaty (1975)
  - Maestro (1984)
  - Dno nieba (либретто мюзикла)
- Радиопостановки
  - Bajadera (1979), ISBN 83-212-0010-9
  - Słowik Warszawy(1984)
- Мюзиклы
  - Esmeralda, czyli baśń romantyczno-kryminalna (1958)
- Телепостановки
  - Śluby powszednie (1960)

По сценарию Я. Абрамова-Неверли в 1982 снят телевизионный фильм «Слепой боксёр», а в 1984 — польские художественные фильмы «Любовь из хит-парада» (к этому фильму он также написал музыку), «Корнелия».